# Кершем, Артур
А́ртур Уи́льям Ке́ршем (англ. Henry Alfred Cursham; 14 марта 1853 — 24 декабря 1884) — английский футболист и крикетист. Выступал за футбольные клубы «Грантем», «Ноттс Каунти», «Коринтиан» и сборную Англии, а также за крикетные клубы графств Ноттингемшир и Дербишир.

## Футбольная карьера

### Клубная карьера
С 1875 по 1884 год выступал за футбольный клуб «Ноттс Каунти», был капитаном команды. Также «периодически» играл за «Грантем» (1876—1879), за «Ноттингем Форест» (в сезоне 1879/80), «Оакем Скул», «Ноттингем Ло», «Ноттингем Терсдей Уондерерс» и «Шеффилд». В общей сложности провёл более 300 футбольных матчей.

### Карьера в сборной
4 марта 1876 года дебютировал за сборную Англии в товарищеском матче против сборной Шотландии, в котором англичане проиграли со счётом 0:3.
Всего провёл за сборную 6 матчей (два из них — в качестве капитана) и забил 2 мяча.

#### Список матчей за сборную
| № | Дата           | Стадион                     | Соперник  | Результат | Голы Артура Кершема | Турнир            |
| - | -------------- | --------------------------- | --------- | --------- | ------------------- | ----------------- |
| 1 | 4 марта 1876   | «Гамильтон Кресент», Глазго | Шотландия | 0:3       |                     | Товарищеский матч |
| 2 | 3 марта 1877   | «Кеннингтон Оувал», Лондон  | Шотландия | 1:3       |                     | Товарищеский матч |
| 3 | 2 марта 1878   | «Хэмпден Парк», Глазго      | Шотландия | 2:7       | 75′                 | Товарищеский матч |
| 4 | 18 января 1879 | «Кеннингтон Оувал», Лондон  | Уэльс     | 2:1       |                     | Товарищеский матч |
| 5 | 3 февраля 1883 | «Кеннингтон Оувал», Лондон  | Уэльс     | 5:0       | 65′                 | Товарищеский матч |
| 6 | 10 марта 1883  | «Брэмолл Лейн», Шеффилд     | Шотландия | 2:3       |                     | Товарищеский матч |

Итого: 6 матчей / 2 гола; 2 победы, 0 ничьих, 4 поражения.

## Крикетная карьера
С 1876 по 1878 год играл за крикетный клуб графства Ноттингемшир. В 1879 и 1880 году выступал за крикетный клуб Дербишира, после чего завершил крикетную карьеру.

## Личная жизнь
Родился в Уилфорде (графство Ноттингемшир) в семье солиситора Уильяма Кершема. Согласно переписи 1881 года Артур работал управляющим на шахте. В 1882 году женился, в 1883 году родился его единственный сын. В 1884 году эмигрировал  во Флориду (США), где занялся выращиванием апельсинов. В декабре того же года заболел жёлтой лихорадкой и умер в возрасте 31 года.
Родной брат Артура Гарри также был футболистом и выступал за национальную сборную Англии.